# Сентрал парк
Сентрал парк (енгл. Central Park) је урбани парк у срцу Менхетна у Њујорку. У Сентрал парк дође око 25 милиона посетилаца годишње, па је најпосјећенији градски парк у САД. Изградња је почела 1859, а завршила се 1873. године. Осамдесет пет посто оперативног буџета парка долази из приватних извора преко “Central Park Conservancy“, који управља парком на основу уговора са њујоршким Одјељењем за паркове и рекреацију. Површина парка је 3.4 km². Сентрал парк је дугачак 4 km између 59 улице и 110 улице, а широк 0.8 km између Пете авеније и Сентрал парк запада. По величини је сличан Голден Гејт Парку у Сан Франциску, Линколн парку у Чикагу, Стенли парку у Ванкуверу и Енглишер гардену у Минхену, али је три пута мањи од Ричмонд парка у Лондону. Парк је потпуно уређен, иако је већи дио природан. Садржи неколико природних језера и рибњака, широких стаза за шетњу, јахачку стазу, два клизалишта (од којих је једно пливачки базен у јулу и августу), зоолошки врт, стаклену башту, резерват за животиње, велику површину са дрвећем... 10 km унутар Сентрал парка користе се за џогинг, бициклизам, скејтове, ролере, посебно викендом и увече послије 7:00 навече, када је аутомобилски саобраћај забрањен. Права вриједност имовине Сентрал парка процењена је од предузећа Милера Самуела и износила је 528.783.552.000 долара у децембру 2005.